# 焦健
焦健（1980年2月17日—），中国北京市人，出生于山东省青岛市，篮球运动员，在场上司职前锋。曾长期效力于CBA球队北京首钢队。2008年宣布退役后，又在NBL球队东莞柏宁队复出效力。

## 职业生涯介绍

### 新秀时期
焦健出生于一个篮球世家。其父焦留文是20世纪70年代沈阳军区队的中锋，同时也是国家队队员；母亲孙丽萍也司职中锋，并也曾在沈阳军区队效力。焦健父母退役后下海经商。为了让他能有一个好的未来，焦父决定将焦健送到北京西城区体校，后来又在北京市第三十五中学读书，希望他能够凭借特长上个好大学。但是焦健却因此迷恋上了篮球。1995年，已经入选北京青年男篮的焦健拒绝了父亲让他赴日留学的要求，执意留在了北京队，并于一年后正式加入北京首钢男篮。

加入北京队后，焦健的职业生涯还算顺利。1999年，他第一次入选CBA全明星赛阵容，并随国家青年男篮出征世青赛；而在2000年，他则获得了CBA最佳新秀的头衔。

### 生涯巅峰
在拿到最佳新秀头衔后，焦健走上了事业的巅峰。由他、张云松和巴特尔组成的北京队进攻“铁三角”也在联赛中发挥了威力。北京队在他们的带动下连续两个赛季获得第三。2003年10月1日男篮亚锦赛决赛，正是由于在比赛进行到胶着状态时焦健的出色发挥，才使得中国男篮战胜韩国男篮，夺取了亚锦赛的冠军，并进军2004年雅典奥运会。
然而，尽管在亚锦赛决赛阶段有着不错的表现，焦健却未能受到时任中国男篮主教练哈里斯的重用。2004年5月，他成为了第一批被调整出国家队的球员之一，未能随队出征奥运会。
不过，这样的遗憾不能抹杀焦健在中国篮球界留下的两项纪录：他是参加'CBA全明星赛次数最多（9次）的人、并且是中国男篮职业化以来首位完成5000分、2000个篮板球里程碑的球员。但令人遗憾的是，焦健未能在职业生涯中获得任何俱乐部冠军荣誉。

### 退役复出
随着焦健年龄的增大，他在场上的作用开始变得不那么明显，而他上场的时间又因为年轻球员的出现而受到限制。2007年，焦健在当赛季季后赛时曾短暂效力于福建队。在此之后，有报道声称焦健由于不满薪金待遇，想要离开北京队。但是主教练闵鹿蕾却否认此事。
然而在2008-2009赛季开始之前，焦健突然宣布退役。媒体猜测是焦健与俱乐部的劳资矛盾，再加上俱乐部打算将其转卖使他心灰意冷，做出了退役的决定。退役后的焦健并没有开始自己的“退休”生活，而是迅速宣布复出，并加盟了NBL东莞柏宁队，担任球员兼助理教练的职位。但他在接受采访时声称，2009年仍然要回到北京男篮代表队，参加全运会篮球赛。